# کیت بافری
کیت بافری (انگلیسی: Kate Buffery؛ زادهٔ ۲۳ ژوئیهٔ ۱۹۵۷) بازیگر اهل بریتانیا است.
از فیلم‌ها یا مجموعه‌های تلویزیونی که وی در آن‌ها نقش داشته است، می‌توان به تلفات، قصه‌گو، محاکمه و مجازات و پوآرو اشاره نمود.